# Lijst van voetbalinterlands Luxemburg - Malta
Deze lijst van voetbalinterlands is een overzicht van alle officiële voetbalwedstrijden tussen de nationale teams van Luxemburg en Malta. De landen speelden tot op heden zeven keer tegen elkaar. De eerste wedstrijd betrof een vriendschappelijk duel, gespeeld op 4 januari 1970 in Gżira. Het laatste duel, eveneens een vriendschappelijke wedstrijd, vond plaats op 9 juni 2023 in Luxemburg.

## Wedstrijden
| № | Plaats    | Datum            | Competitie                  | Wedstrijd         | Uitslag |
| - | --------- | ---------------- | --------------------------- | ----------------- | ------- |
| 1 | Gżira     | 4 januari 1970   | Vriendschappelijk           | Malta – Luxemburg | 1 – 1   |
| 2 | Ta' Qali  | 22 februari 1995 | EK 1996 kwalificatie        | Malta – Luxemburg | 0 – 1   |
| 3 | Luxemburg | 6 september 1995 | EK 1996 kwalificatie        | Luxemburg – Malta | 1 – 0   |
| 4 | Luxemburg | 19 augustus 2003 | Vriendschappelijk           | Luxemburg – Malta | 1 – 1   |
| 5 | Luxemburg | 2 juni 2012      | Vriendschappelijk           | Luxemburg – Malta | 0 – 2   |
| 6 | Ta' Qali  | 22 maart 2018    | Vriendschappelijk           | Malta − Luxemburg | 0 − 1   |
| 7 | Luxemburg | 9 juni 2023      | Vriendschappelijk           | Luxemburg − Malta | 0 − 1   |
| 8 | Ta' Qali  | 26 maart 2026    | UEFA Nations League 2024/25 | Malta – Luxemburg |         |
| 9 | Luxemburg | 31 maart 2026    | UEFA Nations League 2024/25 | Luxemburg – Malta |         |

## Samenvatting
| Competitie        | Totaal gespeeld | Winst Luxemburg | Gelijk | Winst Malta | Doelsaldo Luxemburg – Malta |
| ----------------- | --------------- | --------------- | ------ | ----------- | --------------------------- |
| EK-kwalificatie   | 2               | 2               | 0      | 0           | 2 − 0                       |
| Vriendschappelijk | 5               | 1               | 2      | 2           | 3 − 5                       |
| Totaal            | 7               | 3               | 2      | 2           | 5 − 5                       |

## Details

### Eerste ontmoeting
| Vriendschappelijk (Gżira, Malta, 4 januari 1970):                          |              |                    |
| Malta                                                                      | 1 – 1        | Luxemburg          |
| Joe Cini 85'                                                               | goals        | 8' Nicolas Hoffman |
| Edward Aquilina 62'                                                        | rode kaarten | 62' Furio Cardoni  |
| - Debuut van Anton Camilleri, Alfred Mallia en Willie Vassallo voor Malta. |              |                    |

### Tweede ontmoeting
| EK 1996 kwalificatie (Ta' Qali, Malta, 22 februari 1995): |       |                    |
| Malta                                                     | 0 – 1 | Luxemburg          |
|                                                           | goals | 55' Manuel Cardoni |

### Derde ontmoeting
| EK 1996 kwalificatie (Luxemburg, Luxemburg, 6 september 1995): |       |       |
| Luxemburg                                                      | 1 – 0 | Malta |
| Luc Holtz 44'                                                  | goals |       |

### Vierde ontmoeting
| Vriendschappelijk (Luxemburg, Luxemburg, 19 augustus 2003): |       |                   |
| Luxemburg                                                   | 1 – 1 | Malta             |
| Jeff Strasser 53' (pen.)                                    | goals | 54' Stefan Giglio |

### Vijfde ontmoeting
| Vriendschappelijk (Luxemburg, Luxemburg, 2 juni 2012): |       |                                       |
| Luxemburg                                              | 0 – 2 | Malta                                 |
|                                                        | goals | 10' Michael Mifsud 79' Michael Mifsud |

### Zesde ontmoeting
| Vriendschappelijk (Attard, Malta, 22 maart 2018):                                                             |       |                      |
| Malta | 0 – 1 | Luxemburg            |
| | goals | 90+1' Daniel da Mota |
| - Debuut van Jean Borg (Valletta FC) voor Malta. - Debuut van Leandro Barreiro (FSV Mainz 05) voor Luxemburg. |       |                      |

FLF · A-internationals · Bondscoaches · Statistieken · Luxemburgs vrouwenelftal · Luxemburg U21 · Luxemburg U19 · Luxemburg U18 · Luxemburg U17 · Luxemburg U16
1911 – 1919 ·
1920 – 1929 ·
1930 – 1939 ·
1940 – 1949 ·
1950 – 1959 ·
1960 – 1969 ·
1970 – 1979 ·
1980 – 1989 ·
1990 – 1999 ·
2000 – 2009 ·
2010 – 2019 ·
2020 − 2029
OS 1920 · 
OS 1924 · 
OS 1928 · 
OS 1936 · 
OS 1948 · 
OS 1952
1911 · 
1912 · 
1913 · 
1914 · 
1915 · 1916 · 1917 · 1918 · 1919 · 
1920 · 
1921 · 1922 · 1923 · 
1924 · 
1925 · 1926 · 
1927 · 
1928 · 
1929 · 1930 · 1931 · 1932 · 1933 · 
1934 · 
1935 · 
1936 · 
1937 · 
1938 · 
1939 · 
1940 · 
1941 · 1942 · 1943 · 1944 · 
1945 · 
1946 · 
1947 · 
1948 · 
1949 · 
1950 · 
1952 · 
1952 · 
1953 · 
1954 · 
1955 · 
1956 · 
1957 · 
1958 · 
1959 · 
1960 · 
1961 · 
1962 · 
1963 · 
1964 · 
1965 · 
1966 · 
1967 · 
1968 · 
1969 · 
1970 · 
1971 · 
1972 · 
1973 · 
1974 · 
1975 · 
1976 · 
1977 · 
1978 · 
1979 · 
1980 · 
1981 · 
1982 · 
1983 · 
1984 · 
1985 · 
1986 · 
1987 · 
1988 · 
1989 · 
1990 · 
1991 · 
1992 · 
1993 · 
1994 · 
1995 · 
1996 · 
1997 · 
1998 · 
1999 · 
2000 · 
2001 · 
2002 · 
2003 · 
2004 · 
2005 · 
2006 · 
2007 · 
2008 · 
2009 · 
2010 · 
2011 · 
2012 · 
2013 · 
2014 · 
2015 ·
2016 ·
2017 ·
2018 ·
2019 ·
2020 ·
2021
Afghanistan ·
Albanië ·
Algerije ·
Armenië ·
Azerbeidzjan ·
België ·
Bosnië en Herzegovina ·
Brazilië ·
Bulgarije ·
Canada ·
Cyprus ·
DDR ·
Denemarken ·
(West-)Duitsland ·
Egypte ·
Engeland ·
Estland ·
Faeröer ·
Finland ·
Frankrijk ·
Gambia ·
Georgië ·
Griekenland ·
Hongarije ·
Ierland ·
IJsland ·
Israël ·
Italië ·
Japan ·
Joegoslavië ·
Kaapverdië ·
Kameroen ·
Kazachstan ·
Letland ·
Liechtenstein ·
Litouwen ·
Madagaskar ·
Malta ·
Marokko ·
Mexico ·
Moldavië ·
Montenegro ·
Myanmar ·
Nederland ·
Nigeria ·
Noord-Ierland ·
Noord-Macedonië ·
Noorwegen ·
Oekraïne ·
Oostenrijk ·
Polen ·
Portugal ·
Qatar ·
Roemenië ·
Rusland ·
San Marino ·
Saoedi-Arabië ·
Schotland ·
Senegal ·
Servië ·
Servië en Montenegro ·
Slovenië ·
Slowakije ·
Sovjet-Unie ·
Spanje ·
Thailand ·
Togo ·
Tsjechië ·
Tsjecho-Slowakije ·
Turkije ·
Uruguay ·
Verenigde Staten ·
Wales ·
Wit-Rusland ·
Zuid-Korea ·
Zweden ·
Zwitserland
Malta Football Association · A-internationals · Bondscoaches · Statistieken · Maltees vrouwenelftal · Malta U21 · Malta U20 · Malta U19 · Malta U18 · Malta U17 · Malta U16
1957 – 1959 ·
1960 – 1969 ·
1970 – 1979 ·
1980 – 1989 ·
1990 – 1999 ·
2000 – 2009 ·
2010 – 2019 ·
2020 − 2029
1957 · 
1958 · 
1959 · 
1960 · 
1961 · 
1962 · 
1963 · 
1964 · 
1965 · 
1966 · 
1967 · 1968 · 
1969 · 
1970 · 
1971 · 
1972 · 
1973 · 
1974 · 
1975 · 
1976 · 
1977 · 
1978 · 
1979 · 
1980 · 
1981 · 
1982 · 
1983 · 
1984 · 
1985 · 
1986 · 
1987 · 
1988 · 
1989 · 
1990 ·
1991 · 
1992 · 
1993 · 
1994 · 
1995 · 
1996 · 
1997 · 
1998 · 
1999 · 
2000 · 
2001 · 
2002 · 
2003 · 
2004 · 
2005 · 
2006 · 
2007 · 
2008 · 
2009 · 
2010 · 
2011 · 
2012 · 
2013 · 
2014 · 
2015 · 
2016 ·
2017 ·
2018 ·
2019 ·
2020 ·
2021 ·
2022
Albanië ·
Algerije ·
Andorra ·
Angola ·
Armenië ·
Azerbeidzjan ·
België ·
Bosnië en Herzegovina · 
Bulgarije ·
Canada ·
Centraal-Afrikaanse Republiek ·
Cyprus ·
DDR ·
Denemarken ·
Duitsland ·
Egypte ·
Engeland ·
Estland ·
Faeröer ·
Finland ·
Frankrijk ·
Gabon ·
Georgië ·
Gibraltar · 
Griekenland ·
Hongarije ·
Ierland ·
IJsland ·
Indonesië ·
Israël ·
Italië ·
Japan ·
Joegoslavië ·
Jordanië ·
Kaapverdië ·
Kazachstan ·
Koeweit ·
Kosovo ·
Kroatië ·
Letland ·
Libanon ·
Libië ·
Liechtenstein ·
Litouwen ·
Luxemburg ·
Moldavië ·
Nederland ·
Noord-Ierland ·
Noord-Macedonië ·
Noorwegen ·
Oekraïne ·
Oostenrijk ·
Polen ·
Portugal ·
Qatar ·
Roemenië ·
Rusland ·
San Marino ·
Schotland ·
Slovenië ·
Slowakije ·
Spanje ·
Thailand ·
Tsjechië ·
Tsjecho-Slowakije ·
Tunesië · 
Turkije · 
Venezuela · 
Verenigde Arabische Emiraten ·
Verenigde Staten ·
Wales ·
Wit-Rusland ·
Zuid-Afrika ·
Zuid-Korea ·
Zweden ·
Zwitserland